# Goneri
Die Goneri ist ein etwa 8,5 Kilometer langer Bach im Obergoms, der in der Nähe von Oberwald von links in die Rhone mündet.

## Geographie

### Verlauf
Das Gerewasser ist der Abfluss des Gerengletschers und entspringt auf etwa 2500 m ü. M. Das Gebiet ist umgeben von Dreitausendern wie den Saashörnern, dem Witenwasserenstock, dem Pizzo Pesciora sowie dem Pizzo Rotondo. Der Bach fliesst zunächst südwestlich, bis er auf etwa 2100 m ü. M. eine Wende um 90° vollzieht und von da an in nordwestlicher Richtung fliesst. Ein wenig später fliesst auf 1780 m ü. M. der Saasbach von rechts zu. Der Bach folgt nun weiter dem Geretal bis auf 1620 m ü. M. der Tällibach von rechts zufliesst. Kurz darauf ändert der Bach seine Richtung in Richtung Westen. Nach etwa 1 Kilometer mündet nun von links das Gonerliwasser auf 1460 m ü. M. Kurz darauf fliesst der Bach als Goneri wieder in nordwestlicher Richtung. Er erreicht nun das Haupttal des Obergoms, fliesst neben Unterwassern vorbei und mündet schliesslich von links in die Rhone auf 1372 m ü. M.

### Einzugsgebiet
Das Einzugsgebiet des Goneri hat eine Grösse von etwa 40 km². Der höchste Punkt im Einzugsgebiet ist der Pizzo Rotondo mit 3192 m ü. M.
Das gesamte Einzugsgebiet ist nur sehr spärlich besiedelt.